# William Nassau Lees
William Nassau Lees (* 26. Februar 1825 im County Dublin; † 9. März 1889 in London) war ein irischer Orientalist, Historiker sowie britischer Offizier der Indischen Armee. Er war der vierte Sohn von Reverend Sir Harcourt Lees (1776–1852), dem Vikar von Killaney (County Down), der für seine antikatholischen Schriften bekannt war, und Sophia (geborene Lyster of Grange), County Roscommon.

## Leben und Wirken
Seine schulische Ausbildung erhielt Lees am Nut Grove und Trinity College in Dublin, erwarb dort jedoch keinen Abschluss. Im Jahr 1846 trat er als Kadett der 42th Bengal Native Infantry in die Bengal Army ein. 1853 wurde er zum Lieutenant ernannt, im September 1858 zum Captain, im Juni 1865 zum Major, im Jahr 1868 zum Lieutenant-Colonel, 1876 zum Colonel und 1885 zum Major-General befördert. Später war er Direktor der Mohammedan Collage, Kalkutta, wo er außerdem als Professor für Recht, Logik, Literatur und Mathematik tätig war.
1868 wurde er zum korrespondierenden Mitglied der Göttinger Akademie der Wissenschaften gewählt. Im Jahr 1872 wurde er Mitglied der Royal Asiatic Society in London. Er war mindestens seit 1866 korrespondierendes Mitglied der Deutschen Morgenländischen Gesellschaft und „Secretary to the Board of Examiners“ am College of Fort William in Kalkutta. Des Weiteren war er als Übersetzer der indischen Regierung für die persische und arabische Sprache. Er gab eine Reihe von Werken in Arabisch, Persisch, Hindustani und  Urdu heraus und schrieb viele Artikel für die Zeitschriften der Royal Asiatic Society und der Asiatic Society of Bengal sowie für die Daily Press of India. Er war Mitinhaber der Times of India und erhielt mehrere akademische Grade, darunter 1857 einen Ehrendoktor als LL. D. der Universität Dublin und einen Doktors der Philosophie in Berlin.
Lees starb im Alter von 64 Jahren in seiner Residenz in der Grosvenor Street in London.

## Werke (Auswahl)
- The drain of silver to the East, and the currency of India. W.H. Allen, London 1864.
- The land and labour of India, a review. Williams and Norgate, London / Edinburgh 1867.
- Tea cultivation, cotton and other agricultural experiments in India. A review. W.H. Allen, London 1863.
- A biographical sketch of the mystic philosopher and poet Jami: being the preface to his “Lives of the mystics”. W. N. Lees' Press, Calcutta 1859.
- W. Nassau Lees, Thomas Babington Macaulay Macaulay, M. Garcin de Tassy: Indian Musalmáns – being three letters reprinted from the “Times” – with an article on the late Prince Consort and four articles on education reprinted from the “Calcutta Englishman” – with an appendix containing Lord Macaulay's minute. Williams and Norgate, London 1871.